# 橫山庄
橫山庄，為1920年－1945年間存在之行政區，轄屬新竹州竹東郡。今新竹縣橫山鄉。

## 街原名
原屬竹北一堡之橫山庄、頭份林庄、田藔坑庄、大山背庄、油羅庄、濫仔庄、大平地庄、八十份庄、十份藔庄、南河庄、沙坑庄、大肚庄

## 行政區劃
橫山庄轄域內分為濫子、大山背、橫山、田寮坑、頭分林、油羅、南河、八十分、沙坑、大平地、大肚、十分寮十二個大字。
- 濫子大字下有「尖筆窩」、「薯園」小字名
- 橫山大字下有「橫山」、「蔗廍」小字名
- 頭分林大字下有「頭分林」、「粗坑」小字名
- 田寮坑大字下有「田寮坑」、「矺子」小字名
- 八十分大字下有「八十分」、「馬福」小字名
- 大肚大字下有「大肚」、「九讚頭」小字名[2]